# Respect (film)
Respect is een Amerikaanse biografische drama- en muziekfilm uit 2021, onder regie van Liesl Tommy. De film is gebaseerd op het leven en de carrière van soul- en R&B-zangeres Aretha Franklin, die in de film vertolkt wordt door Jennifer Hudson.

## Verhaal
De film volgt het leven en de carrière van Aretha Franklin. Als kind zingt ze in het gospelkoor van haar flamboyante vader, dominee C.L. Franklin. Ondanks huwelijksproblemen met haar agressieve echtgenoot en manager Ted White groeit ze nadien als soul- en R&B-zangeres uit tot een superster.

## Rolverdeling
| Acteur             | Personage                   |
| ------------------ | --------------------------- |
| Jennifer Hudson    | Aretha Franklin             |
| Forest Whitaker    | C.L. Franklin               |
| Tate Donovan       | John Hammond                |
| Marlon Wayans      | Ted White                   |
| Audra McDonald     | Barbara Franklin            |
| Mary J. Blige      | Dinah Washington            |
| Queen Latifah      | Mahalia Jackson             |
| Marc Maron         | Jerry Wexler                |
| Tituss Burgess     | Dominee dr. James Cleveland |
| Albert Jones       | Ken Cunningham              |
| Lodric D. Collins  | Smokey Robinson             |
| Joshua Mikel       | Roger Hawkins               |
| Leroy McClain      | Cecil Franklin              |
| Saycon Sengbloh    | Erma Franklin               |
| Hailey Kilgore     | Carolyn Franklin            |
| Kimberly Scott     | Mama Franklin               |
| Skye Dakota Turner | Aretha Franklin (als kind)  |
| Jelani Alladin     | Jason                       |

## Productie

### Voorgeschiedenis
In 2007 verklaarde soulzangeres Aretha Franklin dat ze actrice Halle Berry als de geschikte persoon zag om haar te vertolken in een biografische film over haar muziekcarrière. Ook zangeressen Jennifer Hudson en Fantasia werden door Franklin naar voren geschoven. Fantasia had Franklin eerder ook al vertolkt in de dramaserie American Dreams (2005). Concrete plannen voor een biografische film waren er aanvankelijk niet.
In 2010 kondigde Franklin in een persbericht aan dat er een script was, gebaseerd op haar biografie Aretha: From These Roots (1999). Ze bevestigde haar voorkeur voor Berry en verklaarde ook dat ze acteurs Denzel Washington, Terrence Howard, Nia Long en Blair Underwood als de geschikte personen zag om respectievelijk haar vader C.L. Franklin, zanger Smokey Robinson, zus Erma Franklin en broer Cecil Franklin te vertolken. Franklin verklaarde later dat Billy Dee Williams haar oorspronkelijke keuze was voor de rol van haar vader. Berry zelf zei in januari 2011 dat ze de rol niet zag zitten omdat ze niet kon zingen. Franklin vond dit geen probleem en bleef ook in de loop van 2011 haar voorkeur voor Berry uitspreken.
In 2012 kondigde Franklin aan dat de film zou geregisseerd worden door Taylor Hackford, die eerder met Ray (2004) ook al een biografische muziekfilm over zanger Ray Charles had gemaakt, en verklaarde ze dat ook Broadway-actrice Audra McDonald voor de hoofdrol overwogen werd.
Ondanks de betrokkenheid van Hackford bleef het project aanslepen. Volgens de regisseur werd hij door Franklin ingeschakeld omdat ze een fan was van de film Ray. Hackford schreef omstreeks 2012 een script over Franklins leven, maar verklaarde dat haar steeds veranderende financiële eisen en vooral haar eis om zelf de casting te mogen bepalen een groot struikelblok vormden voor het filmproject.

### Ontwikkeling
In 2015 raakte bekend dat Scott Bernstein, de producent van de biografische muziekfilm Straight Outta Compton (2015), de filmrechten op Franklins levensverhaal verworven had en dat met Hudson onderhandeld werd over de hoofdrol. Een jaar later bevestigde Franklin dat de film door het productieteam van Straight Outta Compton zou gemaakt worden. In 2017 werd ook muziekproducent Harvey Mason jr. bij het project betrokken. In januari 2018 werd de casting van Hudson bevestigd door muziekproducent Clive Davis en raakte bekend dat studio Metro-Goldwyn-Mayer het project zou financieren. Hudson werd door Franklin persoonlijk gekozen om de zangeres te vertolken.
Na het overlijden van Franklin in augustus 2018 ontstonden er twijfels over de toekomst van de filmproductie en de rechten op haar levensverhaal. Het tijdschrift Variety berichtte dat er nog geen script was en dat ook nog niet alle filmrechten verworven waren door het productieteam. Desondanks verklaarde Mason jr. dat men niet van plan was om het project stop te zetten. In januari 2019 werden Liesl Tommy en Callie Khouri aangekondigd als respectievelijk regisseuse en scenarioschrijfster van het project. Khouri zou uiteindelijk vervangen worden door scenarioschrijfster Tracey Scott Wilson, met wie Tommy eerder al off-Broadway had samengewerkt. Gelijktijdig met de filmproductie werd er door National Geographic ook een biografische miniserie over de zangeres ontwikkeld.

### Casting
Jennifer Hudson werd al sinds de jaren 2000 aan de hoofdrol in een biografische film over Aretha Franklin gelinkt. Hudson stond net als Halle Berry, Fantasia en Audra McDonald jarenlang op het persoonlijke verlanglijstje van de zangeres. In januari 2018, enkele maanden voor het overlijden van Franklin, werd haar casting bevestigd. McDonald werd uiteindelijk gecast als Barbara Franklin, de moeder van de zangeres. In oktober 2018 werd de rest van de cast, bestaande uit onder meer Forest Whitaker, Marlon Wayans, Mary J. Blige, Marc Maron en Tituss Burgess, bekendgemaakt.

### Opnames
De opnames gingen begin november 2019 van start en eindigden in februari 2020. Er werd gefilmd in Harlem en aan Radio City Music Hall in New York. Nadien vonden er ook opnames plaats in Atlanta (Georgia).

## Release en ontvangst
Respect werd op 13 augustus 2021 uitgebracht in de Verenigde Staten. De release was oorspronkelijk gepland voor de zomer van 2020, maar in de loop van 2019 werd de film uitgesteld tot oktober 2020. In het daaropvolgende jaar werd de release vanwege de coronapandemie opnieuw meermaals uitgesteld.
Op Rotten Tomatoes heeft Respect een waarde van 67% en een gemiddelde score van 6,30/10, gebaseerd op 141 recensies. Op Metacritic heeft de film een gemiddelde score van 63/100, gebaseerd op 38 recensies.

## Trivia
- De titel van de film verwijst naar Aretha Franklins bekende hit "Respect" uit 1967.